# Бреги Костелски
Бреги Костелски су насељено место у саставу града Преграде у Крапинско-загорској жупанији, Хрватска. До територијалне реорганизације у Хрватској налазили су се у саставу старе општине Преграда.

## Становништво
На попису становништва 2011. године, Бреги Костелски су имали 269 становника.

## Попис1991.
На попису становништва 1991. године, насељено место Бреги Костелски је имало 351 становника, следећег националног састава:
| Попис 1991.‍ | Попис 1991.‍ | Попис 1991.‍ | Попис 1991.‍ | Попис 1991.‍ |
| ----------- | ----------- | ----------- | ----------- | ----------- |
|             |             |             |             |             |
| Хрвати      | Хрвати      |             | 350         | 99,71%      |
| Македонци   | Македонци   |             | 1           | 0,28%       |
| укупно: 351 |             |             |             |             |